# Bruno Bernard (photographe)
Pour les articles homonymes, voir Bruno Bernard et Bernard.
Bruno Bernard, aussi appelé Bernard of Hollywood, né le 2 février 1912 à Berlin, décédé le 10 mars 1987 à Los Angeles, est un photographe américain connu pour ses photos de pin-up et photos glamour de vedette comme Marilyn Monroe.
Il a notamment photographié sa fille, Susan Bernard, ou Sue Bernard apparue comme Playmate de Playboy en décembre 1966. 